# Hilário de Sousa Azevedo
Hilário de Sousa Azevedo (? - Gurupá, 15 de maio de 1697) foi um administrador colonial português.
Foi capitão-mor da capitania do Grão-Pará, de 27 de agosto de 1690 a 15 de maio de 1697.